# 이데미츠코산
이데미츠 코산 주식회사(일본어: 出光興産株式会社, 영어: Idemitsu Kosan Co., Ltd.)는 일본 굴지의 석유 화학 기업이다.